# Club Atlético Nacional Potosí
O Nacional Potosí é um clube de futebol boliviano, sediado na cidade de Potosí.  Atualmente, disputa a Primeira Divisão do futebol boliviano. O clube tem as cores da bandeira da cidade de Potosí, e também com o escudo e o seu uniforme inspirados no clube gigante argentino River Plate
Representando a Bolívia, participou da Copa Sul-Americana de 2014 e da Copa Sul-Americana de 2017 onde pela primeira vez na história passou da primeira fase eliminatória. Também participou da Copa Sul-Americana de 2018 e de 2019 onde foi eliminado na primeira fase nos dois anos por Fluminense e Zulia.E também participa da Copa Sul-Americana de 2020.
O clube tem rivalidade com um outro clube da cidade de Potosí, o Real Potosí, os dois clubes disputam o chamado Clássico Potosino. O outro rival do clube é o Always Ready, os dois clubes são vermelho e branco e por isso jogo envolvendo os dois times se chama "Clássico da Bandeira Vermelha".
A sua melhor campanha em um campeonato nacional foi Torneio de Abertura da Bolívia 2019 quando conseguiu o terceiro lugar da classificação no torneio.